# جنگ‌های بیزانس و آوارها
جنگ‌های بیزانس و آوارها مجموعه‌ای از جنگ‌ها میان خاقانات آوار و امپراتوری بیزانس بود. این درگیری‌ها در سال ۵۶۸ با ورود آوارها به پانونیا و ادعای همه سرزمین‌های پیشین ژپید و لمبارد توسط آنان آغاز شد. این امر منجر به تلاش آن‌ها برای تصرف شهر سیرمیوم بیزانس شد که قبلاً آن را از ژپیدها گرفته بودند. بیشتر درگیری‌های آینده در نتیجه حملات آوارها یا اسلاوهای تابع آن‌ها به استان‌های بالکانی امپراتوری بیزانس رخ داد.
آوارها معمولاً زمانی به بالکان یورش می‌بردند که امپراتوری بیزانس درگیر جنگ در جاهای دیگر، به‌طور معمول با شاهنشاهی ساسانی در شرق بود. در نتیجه، آن‌ها اغلب تا قبل از آزادی نیروهای بیزانسی از جبهه‌های دیگر بدون مقاومت برای مدت طولانی به شهرها حمله می‌کردند. این اتفاق در دهه‌های ۵۸۰ و ۵۹۰ که بیزانس درگیر جنگ ایران و روم (۵۹۱–۵۷۲) بود، رخ داد اما پس از آن با یک مجموعه لشکرکشی‌های موفقیت‌آمیز آوارها را به عقب رانده شدند.